# Vaclav Smil
Vaclav Smil (txec: Václav Smil)  (Plzeň, 9 de desembre de 1943), pronunciació txeca: [ˈvaːtslaf ˈsmɪl]és un científic i analista de polítiques txec-canadenc. És professor emèrit distingit a la Facultat de Medi Ambient de la Universitat de Manitoba a Winnipeg, Manitoba, Canadà. Els seus interessos de recerca interdisciplinàra abasten una àmplia àrea d'estudis energètics, ambientals, alimentaris, poblacionals, econòmics, històrics i de polítiques públiques. També ha aplicat aquests enfocaments als assumptes energètics, alimentaris i ambientals de la Xina.

## Inicis i educació
Smil va néixer durant la Segona Guerra Mundial a Plzeň, en aquella època al protectorat alemany de Bohèmia i Moràvia (actual República Txeca). El seu pare era policia i la seva mare comptable. Va créixer en una remota ciutat de muntanya a la regió de Plzeň. Smil tallava fusta diàriament per mantenir la casa calenta. Això va proporcionar-li una primera lliçó sobre eficiència i densitat energètiques.
Smil va completar els seus estudis de grau a la Facultat de Ciències Naturals de la Universitat Charles de Praga, on feia 35 classes a la setmana, 10 mesos a l'any, durant 5 anys. "Em van ensenyar la natura, des de la geologia fins als núvols", ha explicat Smil. Després de graduar-se, es va negar a unir-se al partit comunista, minant les seves perspectives laborals, tot i que va trobar feina a una oficina de planificació regional. Es va casar amb l'Eva, que estudiava per ser metgessa. El 1969, després de la invasió soviètica de Txecoslovàquia i també de la graduació d'Eva, els Smils van emigrar als EUA, abandonant el país mesos abans que la prohibició soviètica de viatjar tanqués les fronteres. "Això no va ser un sacrifici menor, saps?" Smil diu. Durant els dos anys següents, Smil va completar un doctorat en Geografia al College of Earth and Mineral Sciences de la Pennsylvania State University.

## Carrera
El 1972, Smil va rebre la seva primera oferta de treball a la Universitat de Manitoba on va romandre durant dècades, fins a la seva jubilació. Va impartir cursos d'introducció a les ciències ambientals, entre altres assignatures que tracten sobre l'energia, el canvi atmosfèric, la Xina, la població i el desenvolupament econòmic.

### Posició sobre l'energia
Smil és escèptic que hi hagi una ràpida transició cap a l'energia neta, creu que trigarà molt més del que molts prediuen. Smil va dir: "Mai m'he equivocat en aquests grans temes energètics i mediambientals perquè no tinc res a vendre", a diferència de moltes empreses i polítics energètics.
Smil va assenyalar el 2018 que el carbó, el petroli i el gas natural encara proporcionen el 90% de l'energia primària del món. Malgrat dècades de creixement de les noves tecnologies d'energia renovable, la proporció mundial d'energia subministrada pels combustibles fòssils havia augmentat des de l'any 2000. Subratlla que "el repte més gran a llarg termini del sector industrial serà desplaçar el carboni fòssil utilitzat en la producció de ferro primari, ciment, amoníac i plàstics ", que representen el 15% del consum total de combustibles fòssils a nivell mundial. Smil afavoreix la reducció de la demanda de combustibles fòssils mitjançant l'estalvi d'energia i demana que el preu de l'energia reflecteixi els seus costos reals, incloses les emissions de gasos d'efecte hivernacle.

### Posició sobre el creixement econòmic
Smil creu que el creixement econòmic ha d'acabar-se, que tot creixement és logístic més que exponencial, i que els humans podríem consumir nivells molt més baixos de materials i energia, sense perdre qualitat de vida.

## Recepció
Entre els admiradors de Smil hi ha el cofundador de Microsoft Bill Gates, que ha llegit tots els 36 llibres de Smil. "Espero els nous llibres de Smil com algunes persones esperen la propera pel·lícula de Star Wars", va escriure Gates el 2017. "Seré per sempre el científic de Bill Gates", va dir Smil amb certa recança. "És un destructor de mentides i xorrades", ha dit d'ell David Keith, un científic de l'energia i el clima de la Universitat Harvard.

## Vida personal
La seva dona Eva és metgessa i el seu fill David és químic especialitzat en la síntesi d'elements orgànics.
Viu en una casa amb un aïllament inusualment gruixut, conrea alguns dels seus propis aliments i menja carn aproximadament un cop per setmana. Llegeix de 60 a 110 llibres no tècnics a l'any i manté una llista de tots els llibres que ha llegit des del 1969. Pel que ha declarat, té la intenció de no tenir mai un mòbil.
Smil és conegut per ser "intensament privat", defugint la premsa mentre deixava que els seus llibres parlin per si mateixos. A la Universitat de Manitoba, només es va presentar a una reunió del professorat (des dels anys vuitanta). L'escola va acceptar la seva solitud sempre que continués ensenyant i publicant llibres molt ben valorats.

## Premis i honors
És membre de la Royal Society of Canada (Science Academy) i va rebre el premi de l'Associació Americana per a l'Avenç de la Ciència per a la Comprensió Pública de la Ciència i la Tecnologia l'any 2000. El 2010 va ser nomenat per la revista Foreign Policy a la seva llista de FP Top 100 Global Thinkers. El 2013 va ser nomenat pel Governador General de l'Ordre del Canadà. A la tardor de 2013 va ser el visitant distingit d'EADS a l' American Academy de Berlín .
Ha estat ponent convidat en més de 300 conferències i tallers als EUA, Canadà, Europa, Àsia i Àfrica, ha impartit conferències a moltes universitats d'Amèrica del Nord, Europa i Àsia oriental i ha treballat com a consultor per a molts estats dels EUA, la Unió Europea, i diverses institucions internacionals.

## Publicacions

### Llibres
- 2021 : Grand Transitions: How the Modern World Was Made Oxford University Press ISBN 978-0190060664
- 2020 : Numbers Don't Lie: 71 Things You Need To Know About The World Penguin Arxivat 2021-02-19 a Wayback Machine. ISBN 978-0241454411
- 2019 : Growth: From Microorganisms to Megacities. The MIT Press ISBN 0262042835
- 2017 : Energy and Civilization: A History The MIT Press ISBN 9780262035774
- 2015 : Natural Gas: Fuel for the 21st Century Wiley ISBN 9781119012863
- 2015 : Power Density: A Key to Understanding Energy Sources and Uses The MIT Press ISBN 9780262029148
- 2013 : Making the Modern World: Materials and Dematerialization Wiley Arxivat 2020-03-31 a Wayback Machine. ISBN 978-1119942535
- 2013 : Made in the USA: The Rise and Retreat of American Manufacturing The MIT Press ISBN 978-0262019385
- 2013 : Should We Eat Meat? Evolution and Consequences of Modern Carnivory Wiley ISBN 978-1118278727
- 2013 : Harvesting the Biosphere; What We Have Taken from Nature The MIT Press ISBN 978-0262018562
- 2012 : Japan’s Dietary Transition and Its Impacts The MIT Press ISBN 978-0313381775
- 2010 : Prime Movers of Globalization: The History and Impact of Diesel Engines and Gas Turbines The MIT Press Cambridge, 261 p. ISBN 978-0-262-01443-4
- 2010 : Energy Myths and Realities: Bringing Science to the Energy Policy Debate The AEI Press, Washington, D.C., 212p. ISBN 978-0-8447-4328-8
- 2010 : Energy Transitions: History, Requirements, Prospects. Praeger Santa Barabara, CA, 178 p. ISBN 978-0-313-38177-5
- 2010 : Why America is Not a New Rome MIT Press Cambridge, 322 p. ISBN 978-0-262-19593-5[17]
- 2008 : Global Catastrophes and Trends: The Next Fifty Years, The MIT Press, Cambridge, xi + 307 p. ISBN 978-0-262-19586-7
- 2008 : Oil: A Beginner's Guide Oneworld Publications ISBN 9781851685714
- 2008 : Energy in Nature and Society: General Energetics of Complex Systems, The MIT Press, Cambridge, xi + 480 p.
- 2006 : Energy: A Beginner's Guide Oneworld Publications ISBN 9781851684526
- 2006 : Transforming the Twentieth Century: Technical Innovations and Their Consequences, Oxford University Press, New York, x + 358 p.
- 2005 : Creating the Twentieth Century: Technical Innovations of 1867-1914 and Their Lasting Impact, Oxford University Press, New York, xv + 350 p.
- 2004 : China’s Past, China’s Future, RoutledgeCurzon, New York et Londres, xvi + 232 p.
- 2003 : Energy at the Crossroads Global Perspectives and Uncertainties, The MIT Press, Cambridge, xiv + 427 p.
- 2002 : The Earth's Biosphere: Evolution, Dynamics and Change, The MIT Press, Cambridge, xxviii + 360 p.
- 2001 : Enriching the Earth: Fritz Haber, Carl Bosch and the Transformation of World Food Production, The MIT Press, Cambridge, xvii + 411 p.
- 2000 : Feeding the World: A Challenge for the 21st Century, The MIT Press, Cambridge, xxviii + 360 p.
- 2000 : Cycles of Life: Civilization and the Biosphere, Scientific American Library, New York, x + 221 p.
- 1998 : Energies: An Illustrated Guide to the Biosphere and Civilization, The MIT Press, Cambridge, xi + 217 p.
- 1994 : Energy in World History, Westview Press, Boulder, xviii + 300 p.
- 1993 : China's Environment: An Inquiry into the Limits of National Development, M. E. Sharpe, Armonk, xix + 257 p. Winner of the 1995 Joseph Levenson Book Prize.
- 1993 : Global Ecology: Environmental Change and Social Flexibility, Routledge, London, xiii + 240 p.
- 1991 : General Energetics: Energy in the Biosphere and Civilization, John Wiley, New York, xiii + 369 p.
- 1988 : Energy in China's Modernization, M.E. Sharpe, Armonk, xiv + 250 p.
- 1987 : Energy Food Environment: Realities Myths Options, Oxford University Press, Oxford, ix + 361 p.
- 1985 : Carbon Nitrogen Sulfur: Human Interference in Grand Biospheric Cycles, Plenum Press, New York, xv + 459 p.
- 1984 : The Bad Earth: Environmental Degradation in China, M.E. Sharpe, Armonk, xvi + 245 p.
- 1983 : Biomass Energies: Resources, Links, Constraints, Plenum Press, New York, xxi + 453 p.
- 1982 : (in collaboration with P. Nachman and T.V. Long, II) Energy Analysis in Agriculture: An Application to U.S. Corn Production, Westview Press, Boulder, xvi + 191 p.
- 1980 : (in collaboration with W. E. Knowland) Energy in the Developing World, Oxford University Press, Oxford, 386 p.
- 1976 : China's Energy: Achievements, Problems, Prospects, Praeger Publishers, New York, xxi + 246 p.

### Articles
- "Good Eats"," by Vaclav Smil, Inference, v5n1, posted 12 Dec 2019
- "Sputnik at 60," by Vaclav Smil, IEEE Spectrum, Posted 26 Sep 2017, 19:00 GMT
- "A Skeptic Looks at Alternative Energy," by Vaclav Smil, IEEE Spectrum, July 2012
- Energy innovation as a process: Lessons from LNG. Master Resource: A Free-Market Energy Blog. January 11, 2010.
- Two decades later: Nikkei and lessons from the fall. The American, December 29, 2009.
- The Iron Age & coal-based coke: A neglected case of fossil-fuel dependence. Master Resource: A Free-Market Energy Blog. September 17, 2009.
- U.S. energy policy: The need for radical departures. Issues in Science and Technology Summer 2009:47-50.
- Long-range energy forecasts are no more than fairy tales. Nature 453:154; 2008.
- Moore's curse and the great energy delusion. The American 2(6): 34–41; 2008.
- Water news: bad, good and virtual. American Scientist 96:399-407; 2008.
- On meat, fish and statistics: The global food regime and animal consumption in the United States and Japan. Japan Focus, October 19, 2008. .
- James N. Galloway, Marshall Burke, G. Eric Bradford, Rosamond Naylor, Walter Falcon, Ashok K. Chapagain, Joanne C. Gaskell, Ellen McCullough, Harold A. Mooney, Kirsten L. L. Oleson, Henning Steinfeld, Tom Wassenaar and Vaclav Smil. 2007. International trade in meat: The tip of the pork chop. Ambio 36:622-629.
- The two prime movers of globalization: history and impact of diesel engines and gas turbines. Journal of Global History 3:373-394; 2007.
- Global material cycles. Encyclopedia of Earth, June 2, 2007.
- The unprecedented shift in Japan's population: Numbers, age, and prospects. Japan Focus, May 1, 2007.
- Light behind the fall: Japan's electricity consumption, the environment, and economic growth. Japan Focus, April 2, 2007.
- 21st century energy: Some sobering thoughts. OECD Observer; 2006.
- Peak oil: A catastrophist cult and complex realities. World Watch 19: 22–24; 2006.
- Naylor, R., Steinfeld, H., Falcon, W., Galloway, J., Smil, V., Bradford, E., Alder, J., Mooney, H. Losing the links between livestock and land. Science 310:1621-1622
- The next 50 years: Unfolding trends. Population and Development Review 31: 605–643; 2005.
- Feeding the world: How much more rice do we need? In: Toriyama K., Heong K.L., Hardy B., eds. Rice is life: scientific perspectives for the 21st century. Proceedings of the World Rice Research Conference held in Tokyo and Tsukuba, Japan, 4–7 November 2004. Los Baños (Philippines): International Rice Research Institute, pp. 21–23.
- The next 50 Years: Fatal discontinuities. Population and Development Review 31: 201–236; 2005.
- Improving efficiency and reducing waste in our food system. Environmental Sciences 1:17-26; 2004.

### Filmografia
- Surviving Progress, un documental canadenc de 2011 en el qual apareix Smil
- Inside Bill's Brain: Decoding Bill Gates, un documental de Netflix del 2019 en què apareix Smil